# Katedrála v Trevíru
Katedrála svatého Petra v Trevíru (německy Hohe Domkirche St. Peter zu Trier) je katedrála a významná románská architektonická památka v německém městě Trevír. Od roku 1986 zapsaná na seznam Světového dědictví UNESCO. Jde o nejstarší kostel v celém Německu a největší sakrální stavbu v Trevíru.

## Historie

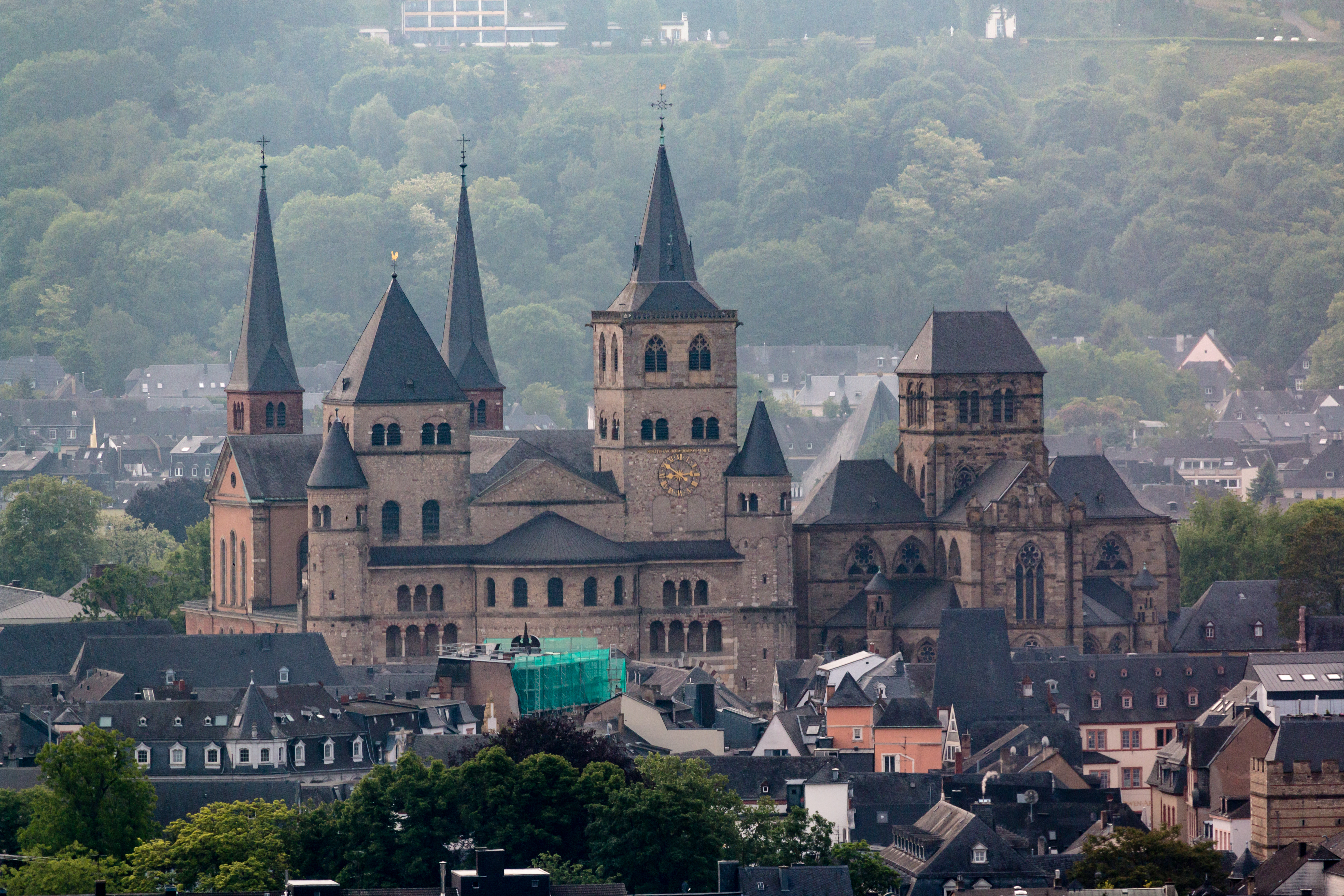
Katedrála

Nejstarší část lodi byla postavena již ve 4. století, ještě v římské éře (Trevír založili Římané pod názvem Augusta Treverorum již v 1. století).
Stavbou měl pátého trevírského biskupa Maximina pověřit římský císař Konstantin I. Veliký, známý svým přestupem ke křesťanství (krom toho dal postavit nedaleký trůnní palác a lázně). Původní římský chrám byl však zničen Franky a roku 882 znovu Vikingy.
Současná podoba chrámu, zejména jeho nejslavnější západní část (takřečený westwerk), pochází především z jeho obnovení na konci 10. a na začátku 11. století, v němž klíčovou roli sehrál trevírský arcibiskup Poppo Babenberský.
Apsida byla dokončena kolem roku 1196. V průběhu doby chrám ovlivnila gotika (klenby), renesance (sochařská výzdoba) i baroko (vnitřní kaple), přesto si zachoval převážně románský ráz.
Politický význam chrámu byl ve středověku dán tím, že arcibiskup trevírský byl říšským knížetem i kurfiřtem (volitelem panovníka Svaté říše římské).
K nejvzácnějším památkám katedrály patří tzv. Kristovo roucho, které prý přivezla do Trevíru Konstantinova matka Helena, velká sběratelka relikvií. Roucho bylo vystaveno dosud jen osmnáctkrát a budí stále velký zájem věřících i turistů, ovšem jako u mnoha jiných relikvií existují pochyby o jeho skutečném původu, což bývá též předmětem ironizace - při jeho vystavení v roce 1996 například trevírští recesisté vystavili spodky slavného trevírského rodáka Karla Marxe s tím, že na rozdíl od Kristova roucha u nich je aspoň jistota, že je Marx opravdu nosil.